# Le serpent et le dragon

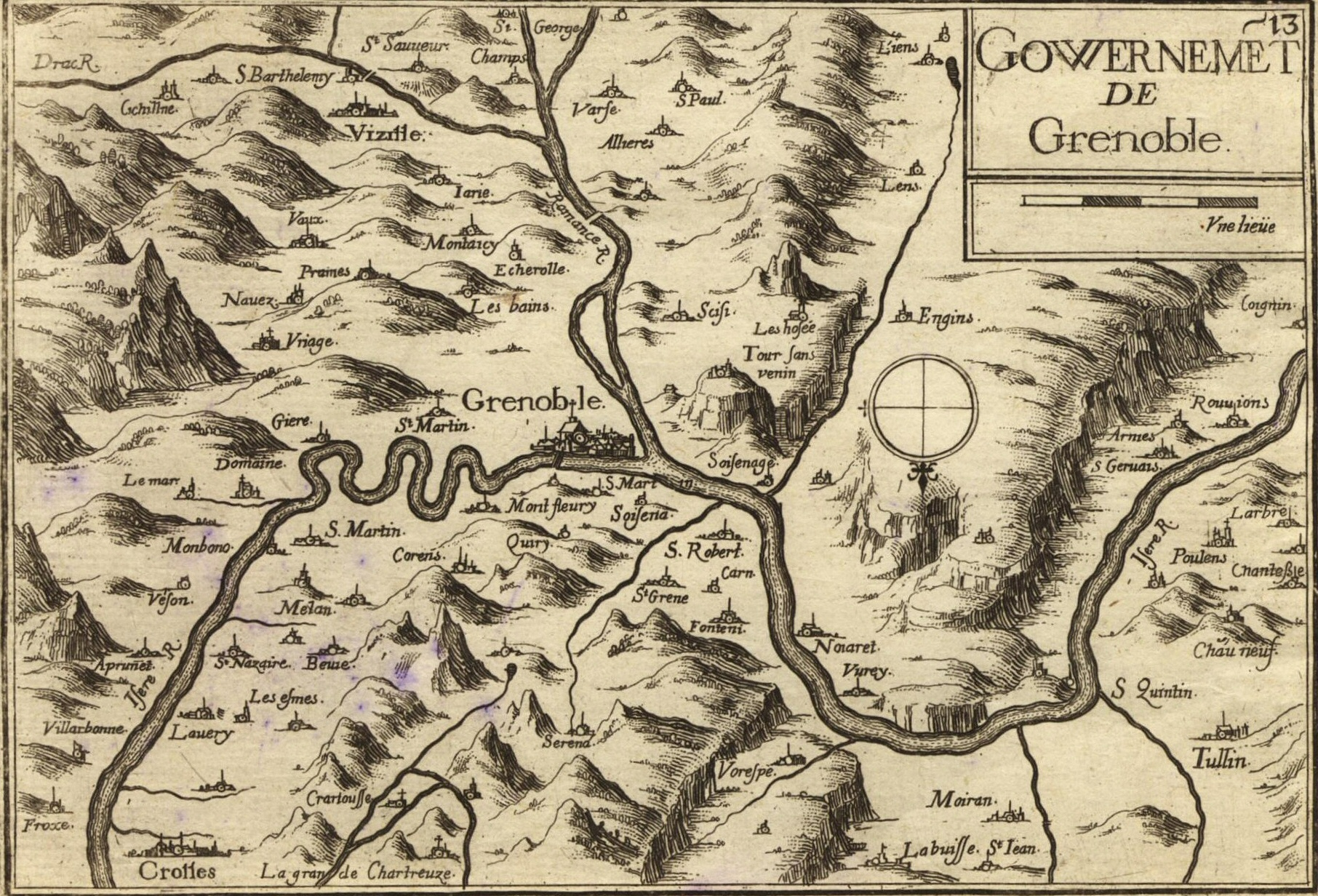
Carte de la région grenobloise par Tassin vers 1638 : orientée au sud, elle montre Grenoble entre l'Isère (venant d'en bas à gauche et s'écoulant vers la droite) et le Drac (venant d'en haut à gauche).

Le serpent et le dragon symbolisent depuis des siècles[Quand ?] deux rivières se rejoignant à Grenoble : l'Isère et le Drac. Le serpent renvoi à l'Isère, qui traçait de nombreux méandres dans la vallée du Grésivaudan, en amont de Grenoble. Le dragon renvoi au Drac, qui avait des fureurs d'un monstre sauvage (en occitan, drac signifie « dragon, lutin » et  désigne parfois une forme de diable, typique de la tradition occitane).

## Présentation

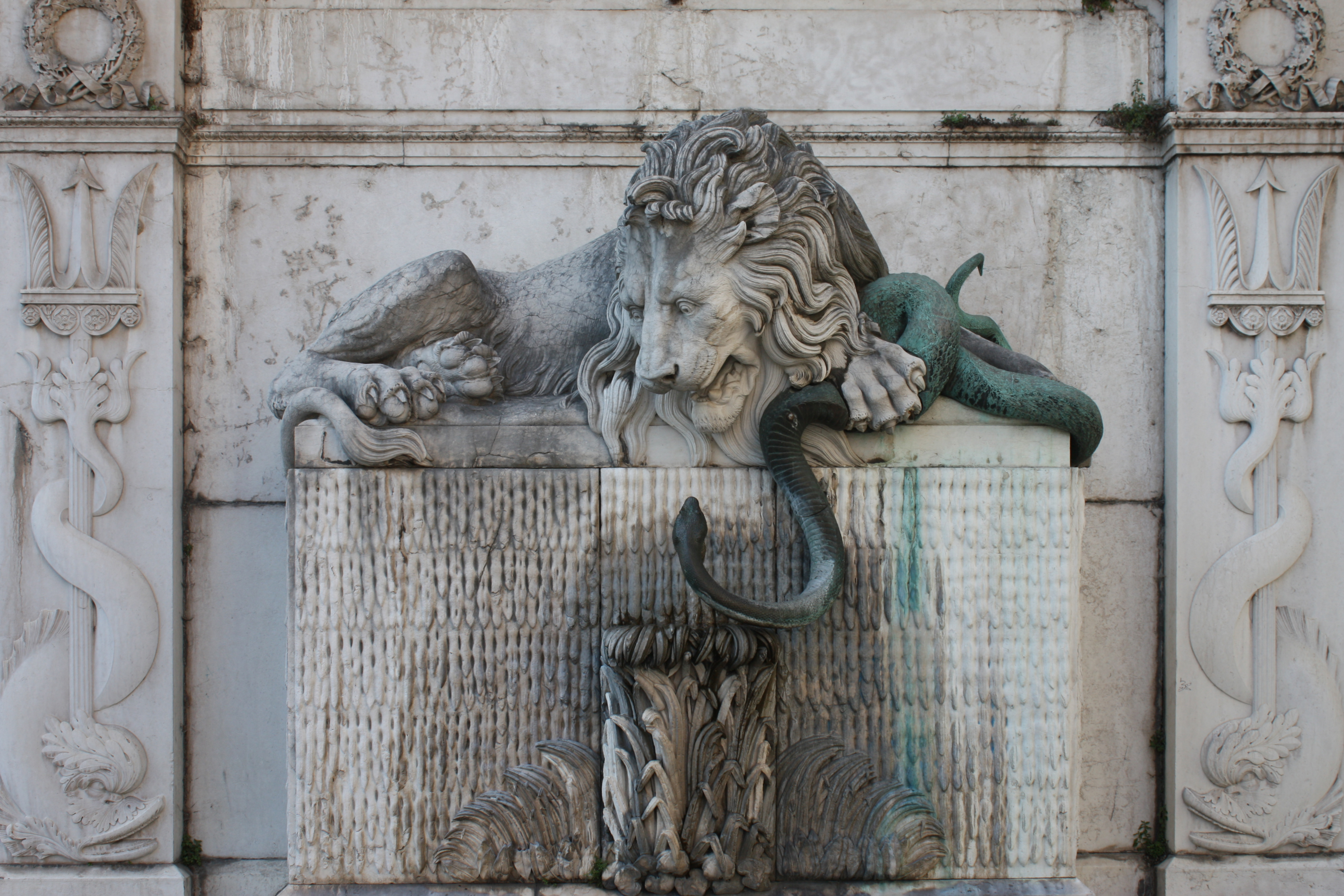
Fontaine au lion sculptée par Victor Sappey sur les quais de l'Isère à Grenoble.

Ces deux rivières ont été surnommées ainsi car plus de 150 inondations majeures ont été recensées dans l'histoire de Grenoble, dont quatre-vingt entre 1600 et 1860, causant de très importants dégâts et probablement des milliers de morts. Ces inondations emportèrent à plusieurs reprises le seul pont de la ville, au niveau de l'actuelle passerelle du quartier Saint Laurent. Il sera rebâti en pierre au XIIe siècle. Un deuxième pont sera réalisé au XVIIe siècle sur le site du futur pont Marius-Gontard.
Les faits ont tellement marqué les esprits, que pour célébrer l’achèvement des digues de l’Isère à Grenoble et la mort « technique » du dragon, le sculpteur Victor Sappey réalise en 1843 une fontaine sur la place de la Cymaise, près du quai Xavier Jouvin. Elle représente la ville sous les traits d'un lion tenant dans ses griffes un serpent de bronze agonisant et figurant l'Isère. Il y eut cependant encore quatre crues catastrophiques entre 1840 et 1859.
Tout en haut, fut rajoutée en 1957 une inscription à l'occasion du bimillénaire de Grenoble, rappelant le premier pont jeté en ce lieu le 6 juin 43 av. J.-C.. Cette inscription constitue, au sens propre, une erreur monumentale, car 1999 années seulement séparent juin 1957 et juin 43 av. J.-C. Il semble que l’on ait oublié de tenir compte de ce que, pour les historiens, il n’y a pas d’an 0, l’an 1 suivant immédiatement l’an 1 av. J.-C.

## Historique de l'Isère

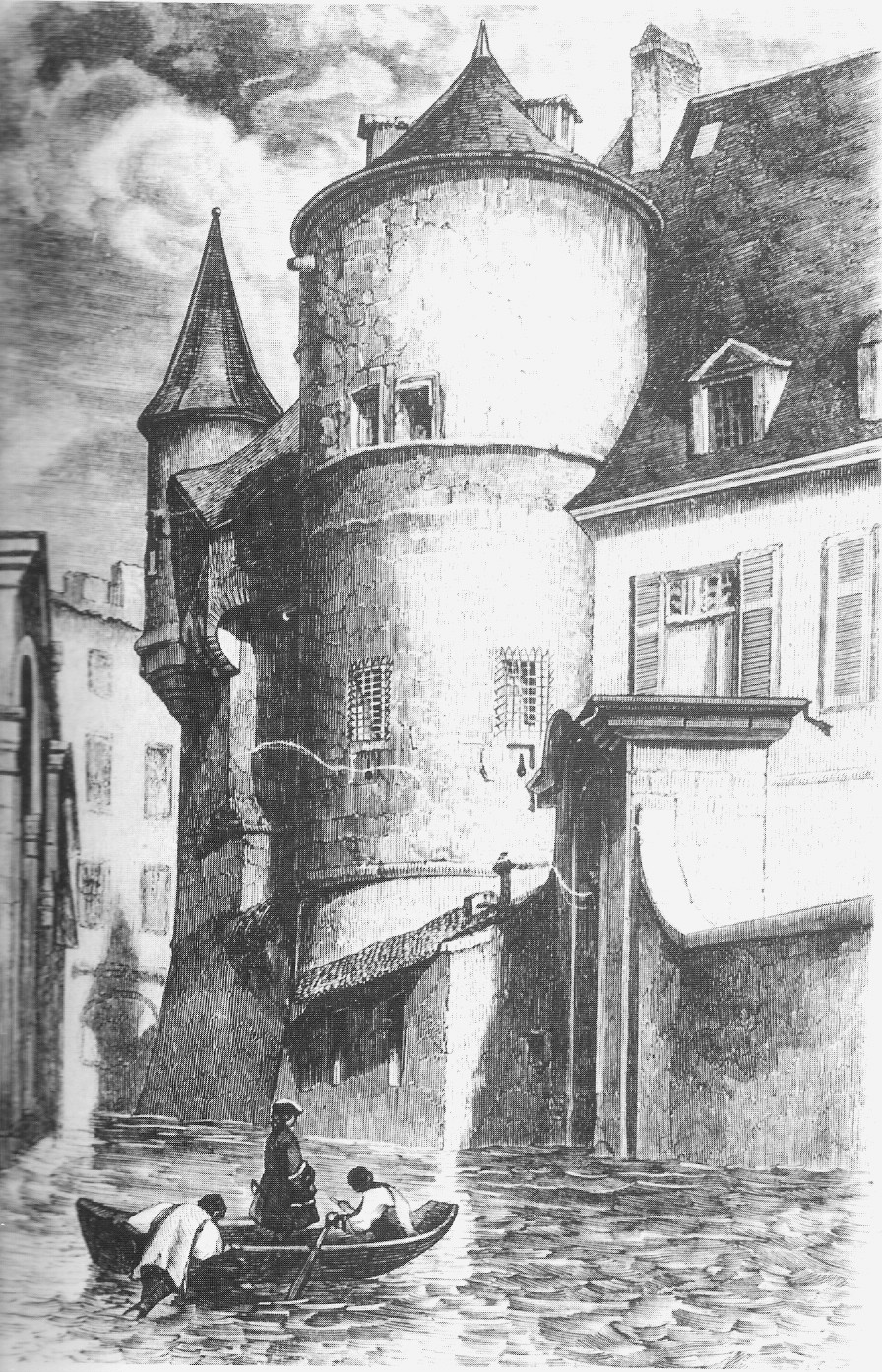
Grenoble inondée en septembre 1733, rue Hector-Berlioz.

Le 10 août 1191, le lit de la Romanche, un affluent du Drac, est barré par un éboulement créant un barrage naturel au niveau des gorges de l'Infernet à Livet-et-Gavet. Un lac, appelé Saint-Laurent, se forme alors sur des kilomètres en amont dans la plaine du Bourg d'Oisans jusqu’à atteindre pratiquement le village, rebaptisé « Saint-Laurent-du-Lac ».
Dans la nuit du 14 au 15 septembre 1219, Grenoble est ravagée par une catastrophe naturelle sans précédent, relatée par l'évêque Jean de Sassenage. Un violent orage apporte un surplus d'eau qui cause la rupture du barrage à 22 h et la vidange du lac. Une vague descend la Romanche puis le Drac et se jette dans l'Isère. Grenoble est plutôt épargnée par cette première crue car la ville de l'époque ne s'étend pas jusqu'au Drac.
Mais la hausse du niveau des cours d'eau provoque un reflux de l'Isère qui coule à contre-sens pendant quelques heures et forme un lac dans le Grésivaudan à la hauteur de Meylan. Lorsque la décrue du Drac survient, c'est le lac de l'Isère qui se vide à son tour. Le niveau de l'eau monte alors dans la ville et les habitants sortent dans les rues pour fuir. La nuit étant tombée, les deux seules portes de la ville sont fermées et les habitants se retrouvent pris au piège sur les quais et sont emportés par les flots. Des milliers de personnes périssent. Le bilan catastrophique est en partie expliqué par la tenue d'une foire marchande à cette période à Grenoble. Les marchands connaissant mal les heures de fermeture des portes et les marchandises encombrant les rues, le nombre des victimes s'est alourdi.
Grenoble mettra des années à s'en remettre car beaucoup d'habitants sont morts et l'unique pont a été emporté. Le dauphin Guigues VI du Viennois exemptera d'impôts tous ceux qui ont souffert de la crue.
En 1651, l'eau furieuse démolit à nouveau le pont, sa tour portant une horloge à Jacquemart achevée en 1603 faisant apparaître des figures frappant les heures, soleil, lune, planètes et une Résurrection à la grande joie des badauds. Elle laissa une telle quantité de boue qu'on ne pouvait circuler dans la cité.
En 1729, le 13 juillet, l'Isère quitte son ancien lit à Saint-Martin-d'Hères. Elle décrivait jusqu'alors un grand méandre appelé « le tour de l'eau » qui passait aux Glairons, puis au-dessous de Gières, tournait à la Galochère, et revenait peu avant Grenoble.

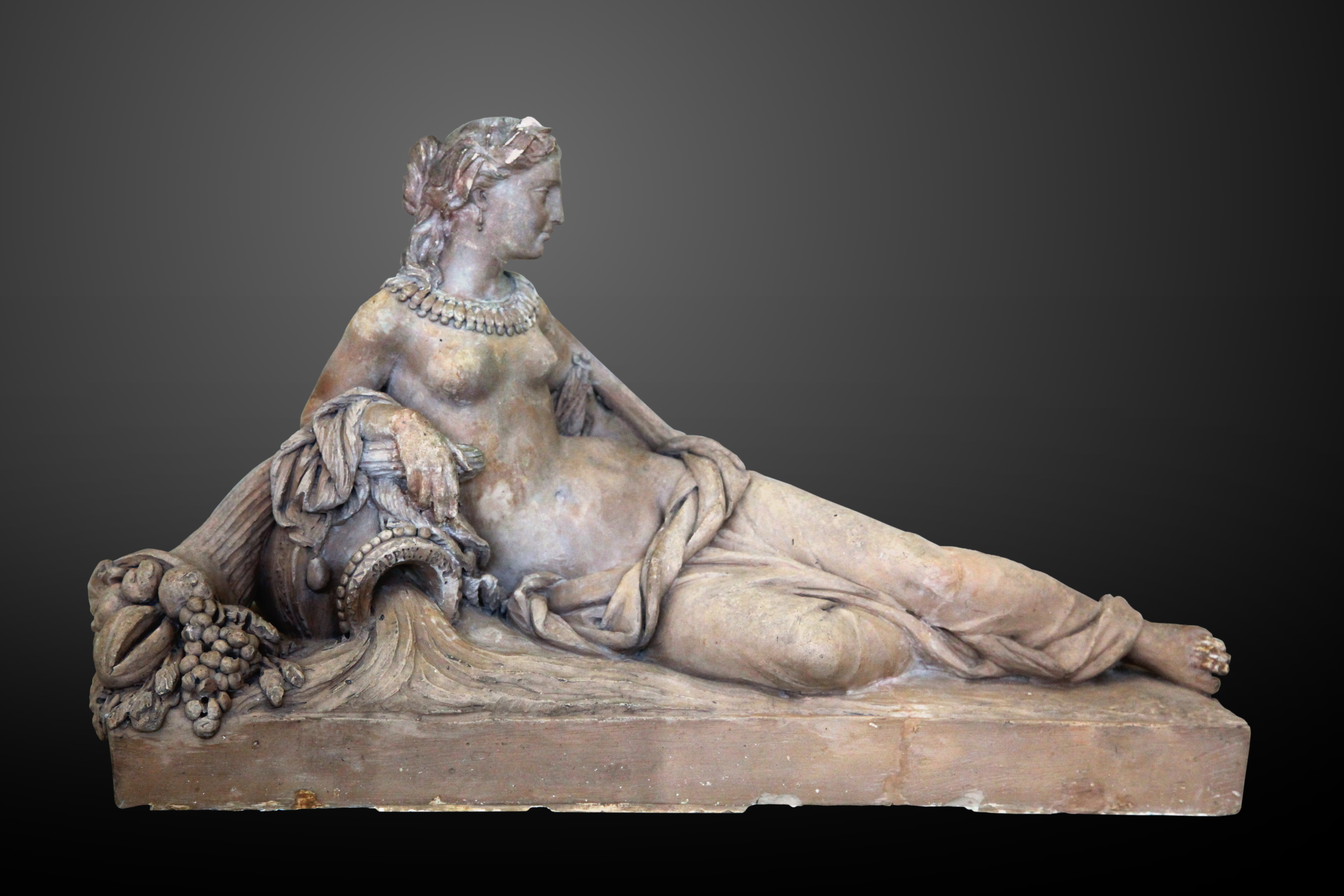
L'Isère de Victor Sappey, 1835, musée de Grenoble.

En 1732, elle recoupe son méandre du Versoud, raccourcissant son lit de deux kilomètres et demi. Descendant plus vite sur Grenoble, elle lui inflige les terribles inondations de 1733 et 1740.
En 1733, l'eau envahit la cathédrale, fit voguer des barques dans les rues. C'est ainsi que le poète François Blanc, dit La Goutte à cause de sa maladie, compose alors en patois son Grenoblo Malhérou et s'écrie « Grenoblo t'es perdu, le monstro t'engloutit! Mal avisa fut ceu qui si bas te plantit... » (Grenoble, tu es perdu, le monstre t'engloutit ! Malavisé fut celui qui si bas te bâtit). Une petite place dans le quartier Teisseire porte aujourd'hui le nom de Blanc-la-Goutte.
En 1835 les travaux de construction des quais sur l'Isère débutent alors que le sculpteur Victor Sappey achève ses deux allégories sur les rivières de Grenoble.
En 1859, une dernière crue majeure envahit une grande partie de l'agglomération en amont de Grenoble. Les mois de juin 1910 et octobre 1928 virent des crues plus faibles.

## Historique du Drac

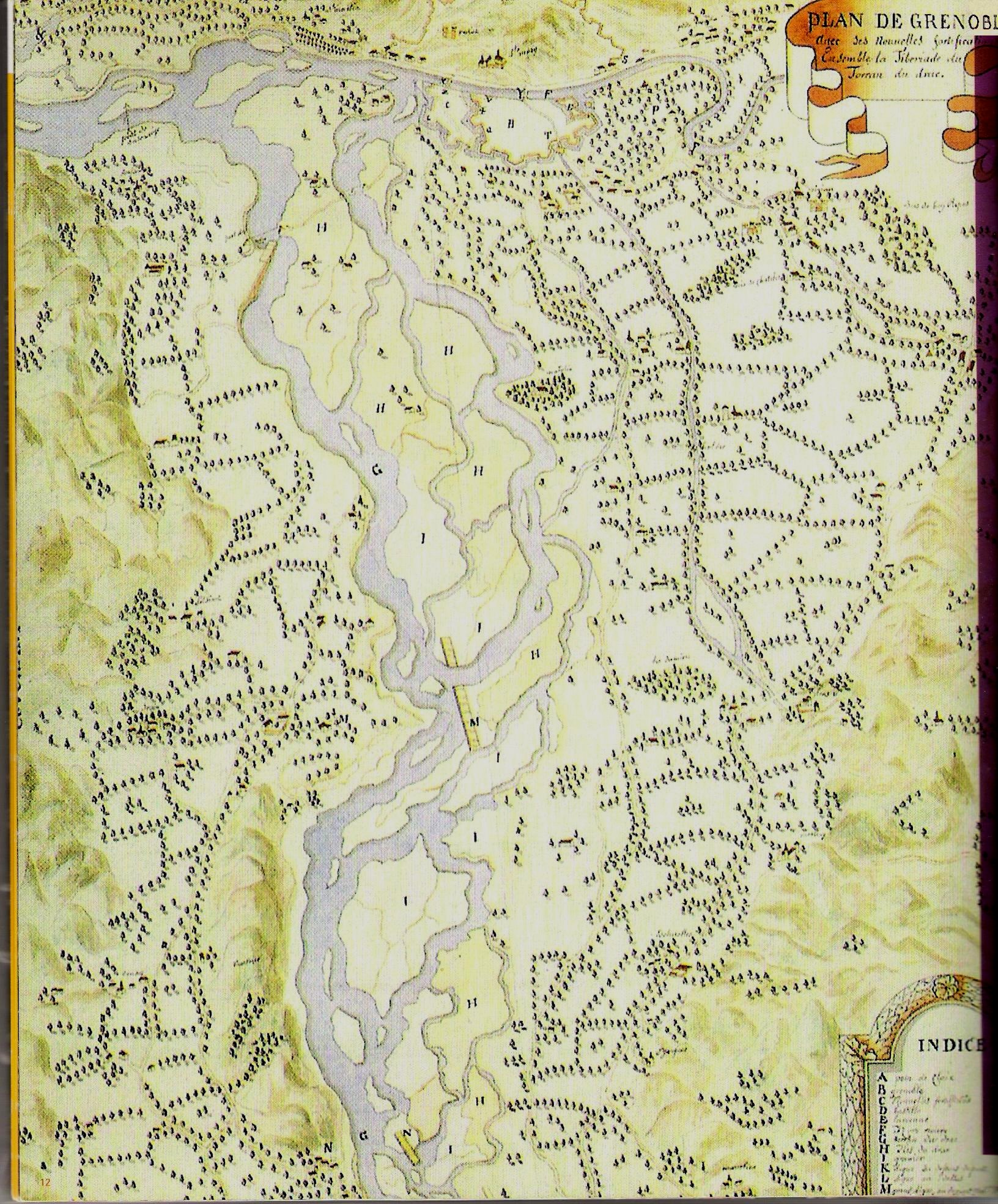
Plan de la région grenobloise en 1660 montrant Grenoble (fortifications en haut) et le Drac (au centre) se jetant dans l'Isère (en haut).

Doté d'une pente bien plus forte que sa voisine, et charriant plus de cailloux, le Drac n'était pas en reste et pénétrait la ville par un bras : le Draquet, qui suivait l'actuelle rue Saint-Jacques. Autrement dit, le Drac et ses nombreux bras pénétraient très largement à l'intérieur de l'actuelle ville de Grenoble. Le Verderet, qui descendait d'Eybens, entrait dans la ville plus à l'est.
En 1377, en débordant, il arrive sur l'emplacement actuel de la place Grenette et du Jardin de ville.
À la suite de quoi, on décide de le détourner par les rochers de Brion, à Pont de Claix et de lui creuser un nouveau lit endigué, au pied des rochers de Comboire, Seyssins et Fontaine. Mais les gens de Seyssins, chez qui on renvoyait les eaux le prennent fort mal et démolissent en 1378 ce qui a été fait chez eux.
En 1471, le Drac éventre la digue et se déverse dans le Draquet ce qui l'amène sur la place Grenette. À partir de 1493 Grenoble, Seyssins, Fontaine et Sassenage finissent par s'entendre pour creuser un nouveau lit au torrent, au pied des rochers de Comboire. Le travail est patiemment poursuivi au cours des siècles suivants.

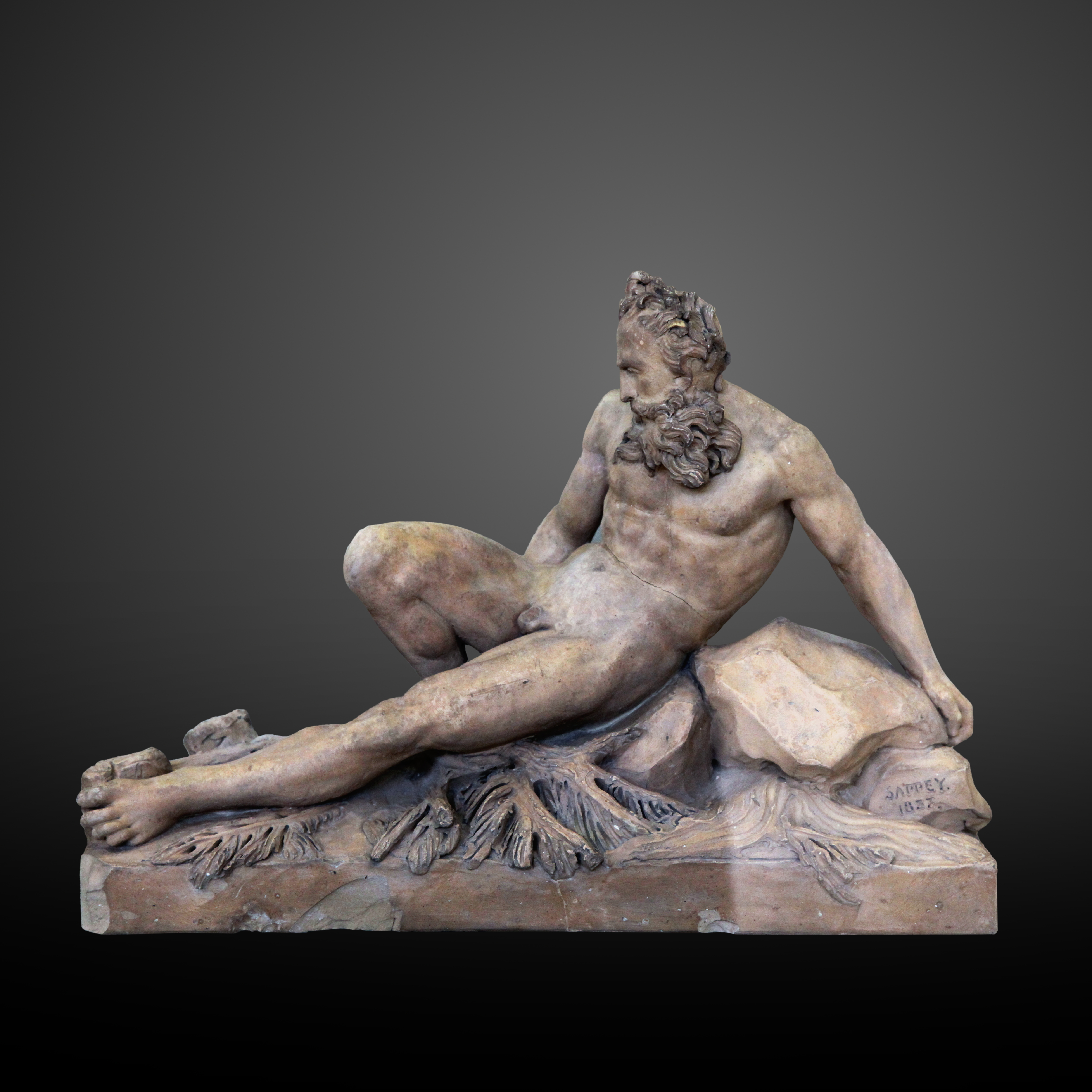
Le Drac de Victor Sappey, 1833, musée de Grenoble.

En 1675, le village de Fontaine s'unit à Grenoble, Sassenage et Seyssins pour lancer des travaux de creusement d'un nouveau lit rectiligne du Drac appelé canal Jourdan, entre les rochers de Comboire et le confluent encore évasif de l'époque. Ils vont s'étaler sur une dizaine d'années. La création de ce canal coupe le territoire communal de Fontaine en deux, laissant 132 hectares enclavés sur la rive droite. Parallèlement, démarrent les travaux de création d'une digue le long de ce nouveau canal, qui deviendra le cours Saint André. 
Après ces travaux, le confluent des deux rivières se trouvait toujours vers la porte Créqui (actuelle place Hubert Dubedout). Ce n'est qu'en 1748 que reprennent les travaux de création du confluent en angle aigu tel qu'il existe actuellement, formant ainsi un nouveau terrain près de la ville qui prendra le nom de polygone d'artillerie (futur polygone scientifique). 
À partir de 1782, le confluent des deux rivières est achevé, rejetant loin de la ville, à son emplacement actuel, la jonction des deux rivières.
En 1790, les habitants de Pariset réclament un pont qui se fit attendre jusqu'en 1826.
En 1860, malgré les protestations des habitants de Fontaine, Grenoble annexe les 132 ha situés sur la rive droite. Un pont suspendu en chaînes de fer, à péage, est construit par une entreprise privée. Le péage ne sera aboli qu'en 1887, date à laquelle la concession est rachetée par la ville et un deuxième pont construit.
En 1843, le Drac rompt ses digues et inonde jusqu'à Échirolles. Des travaux définitifs écartent tout danger en 1878.

## Actuellement

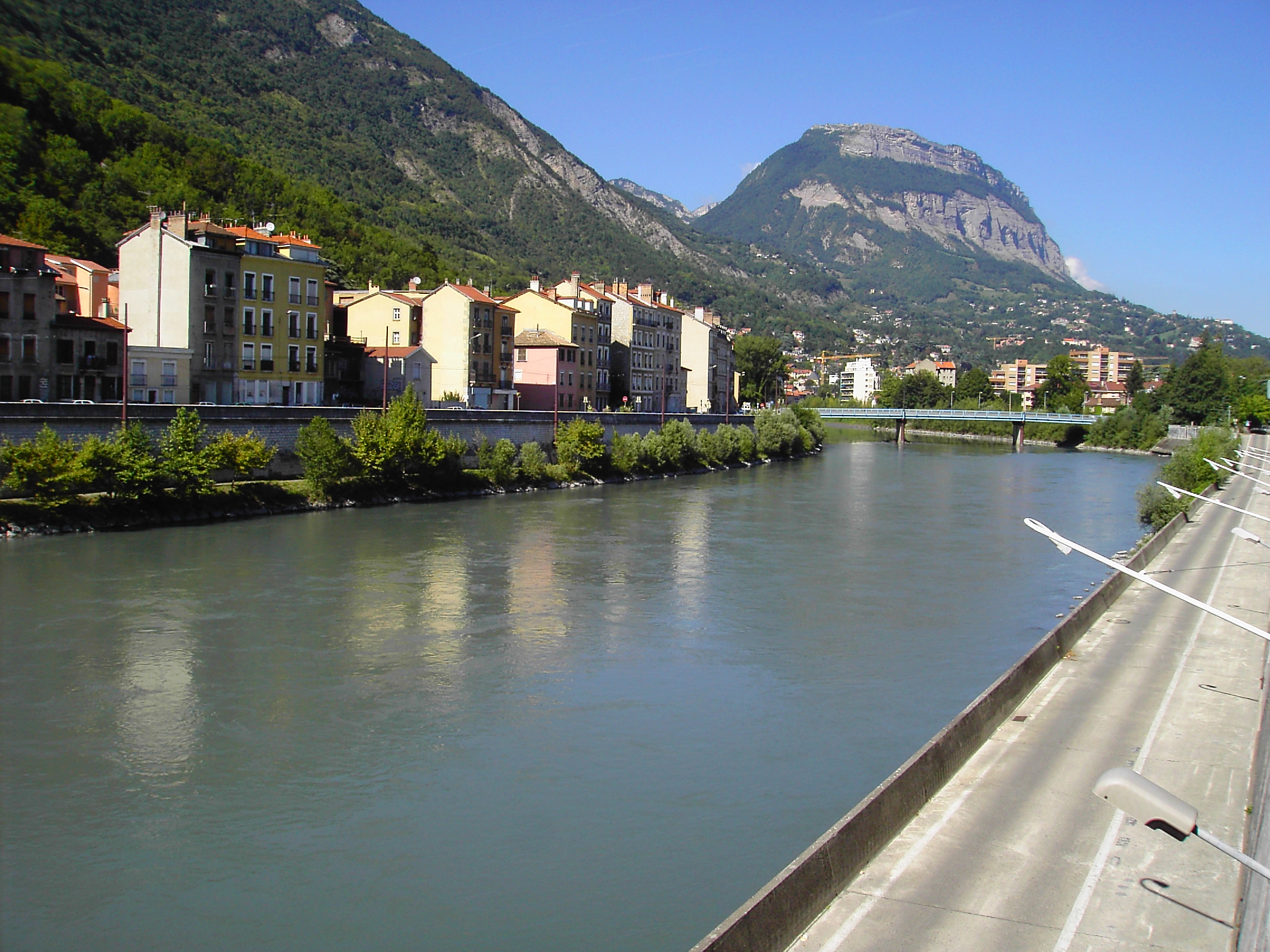
L'Isère avec en face le quai Xavier Jouvin, la voie sur berge à droite et le mont Saint-Eynard au fond.

Sur l'Isère, de Gières jusqu'à la presqu'île scientifique, douze ponts et deux passerelles existent. Sur le Drac, de la ville de Pont-de-Claix jusqu'à cette même presqu'île, huit ponts et une passerelle existent.
Aujourd'hui, étranglées de barrages hydroélectriques situés en amont sur leur cours, comme le barrage de Monteynard, les deux rivières ne font plus redouter de telles crues à la ville, même si des crues pas tout à fait « décennales », comme celles de 1999, 2000, 2001, 2004, 2008, ou celle de 2010 entraînent des désordres (remontée de la nappe phréatique, inondation de caves). Les digues sont surveillées, entretenues, renforcées et des programmes au long terme prévoient leur entretien futur. Des structures comme le Syndicat mixte des bassins hydrauliques de l'Isère (Symbhi) gèrent la prévention des conséquences des dangereuses crues de l'Isère, du Drac, et de la Romanche. 
Pour l'Isère, puisqu'un siècle et demi d’endiguement n'en est pas venu à bout et que la technique n'a pas totalement dompté la rivière, le Symbhi met en place le projet inverse pour protéger Grenoble contre la crue de référence : restaurer les zones d'expansion des crues. Les travaux ont débuté en 2008 à Meylan. Il ne s'agit pas de revenir à un fonctionnement complètement naturel de la rivière, irréalisable aujourd’hui compte tenu de l’aménagement de la vallée, mais de lui redonner un peu d’espace de liberté grâce aux « champs d’inondation contrôlée ».
Reste néanmoins qu'un concours de circonstances comme le 2 novembre 1859 (pluies persistantes et fonte des neiges à la suite d'un redoux) est toujours possible, et qu'une catastrophe du style de celle de 1219 pourrait se reproduire. À une vingtaine de kilomètres de Grenoble, le site très instable des « ruines de Séchilienne » près de la Romanche  est constamment surveillé et un plan d'action et de prévention est à l'étude.